# Sinopoda nanphagu
Sinopoda nanphagu – gatunek pająka z rodziny spachaczowatych i podrodziny Heteropodinae.

## Taksonomia
Gatunek ten opisany został po raz pierwszy w 2020 roku przez Elenę Grall i Petera Jägera na łamach „Zootaxa”. Jako miejsce typowe wskazano Nanpha Gu w Pinlaungu w południowej części birmańskiego stanu Szan. Epitet gatunkowy pochodzi od miejsca typowego.

## Morfologia
Jedyny zmierzony okaz jest samicą o ciele długości 23,4 mm przy prosomie długości 9,6 mm i szerokości 8 mm. U okazu przechowywanego w alkoholu karapaks jest żółtawobrązowy z ciemnobrązowymi plamkami na przedzie i po bokach oraz żółtą przepaską poprzeczną w tyle, szczękoczułki są rudobrązowe, nogogłaszczki brązowe z rudobrązowymi nadstopiami, sternum żółtawobrązowe z brązowymi bocznymi brzegami, odnóża żółtawobrązowe z rudobrązowymi nadstopiami i stopami dwóch początkowych par, natomiast opistosoma (odwłok) z wierzchu szarawobrązowa z ciemnobrązowymi kropkami pośrodku, w tyle ciemnobrązowa, po bokach szara, a od spodu żółtawobrązowa z brązowym nakrapianiem i pojedynczą plamką żółtą. Oczy wszystkich par są wykształcone. Szczękoczułki mają trzy zęby na krawędzi przedniej i cztery na tylnej. Genitalia samicy mają szersze niż dłuższe pole epigynalne z dwoma długimi pasmami przednimi i dwoma sensillami szczeliniastymi. Przegroda jest wąska, na przedzie lekko wcięta. Boczne płaty wulwy są zlane, pośrodku niezakrzywione, o tylnej krawędzi prostej z małym wcięciem pośrodku. Dłuższy niż szeroki układ kanalików wewnętrznych ma część przednią robiącą wrażenie osobnej nabrzmiałości, a część tylną pozbawioną struktury bliźniaczej. Wyrostki gruczołowe są szerokie, lekko zakrzywione. Przewody zapładniające są długie, w proksymalnej części szerokie, w dystalnej części wąskie i zakrzywione.

## Rozprzestrzenienie
Pająk orientalny, endemiczny dla Mjanmy, znany tylko z lokalizacji typowej na terenie stanu Szan. Odnaleziony został na wysokości 1480 m n.p.m.